# Церковь Святейшего Сердца Иисуса (Токио)
Церковь Святейшего Сердца Иисуса или Церковь Адзабу (麻布教会) — католическая церковь, находящаяся в Токио в районе Адзабу, Япония. Приход Святейшего Сердца Иисуса входит в архиепархию Токио.

## История
Первоначально японские католики, проживавшие в окрестностях парка Сиба, посещали храм Святого Креста, который был построен в 1882 году. Этот храм назывался «Акабанебаси». В начале 1889 года настоятель этого храма канадский священник Джек Эдмунд Папино приобрёл земельный участок в районе Адзабу для строительства нового храма. И в этом же году началось строительство, которое закончилось в январе 1890 года.
В 1916 году в храме производился ремонт. В 1945 году церковь значительно пострадала после бомбардировки Токио. Восстановление храма завершилось в 1952 году.